# Inodoros en Japón

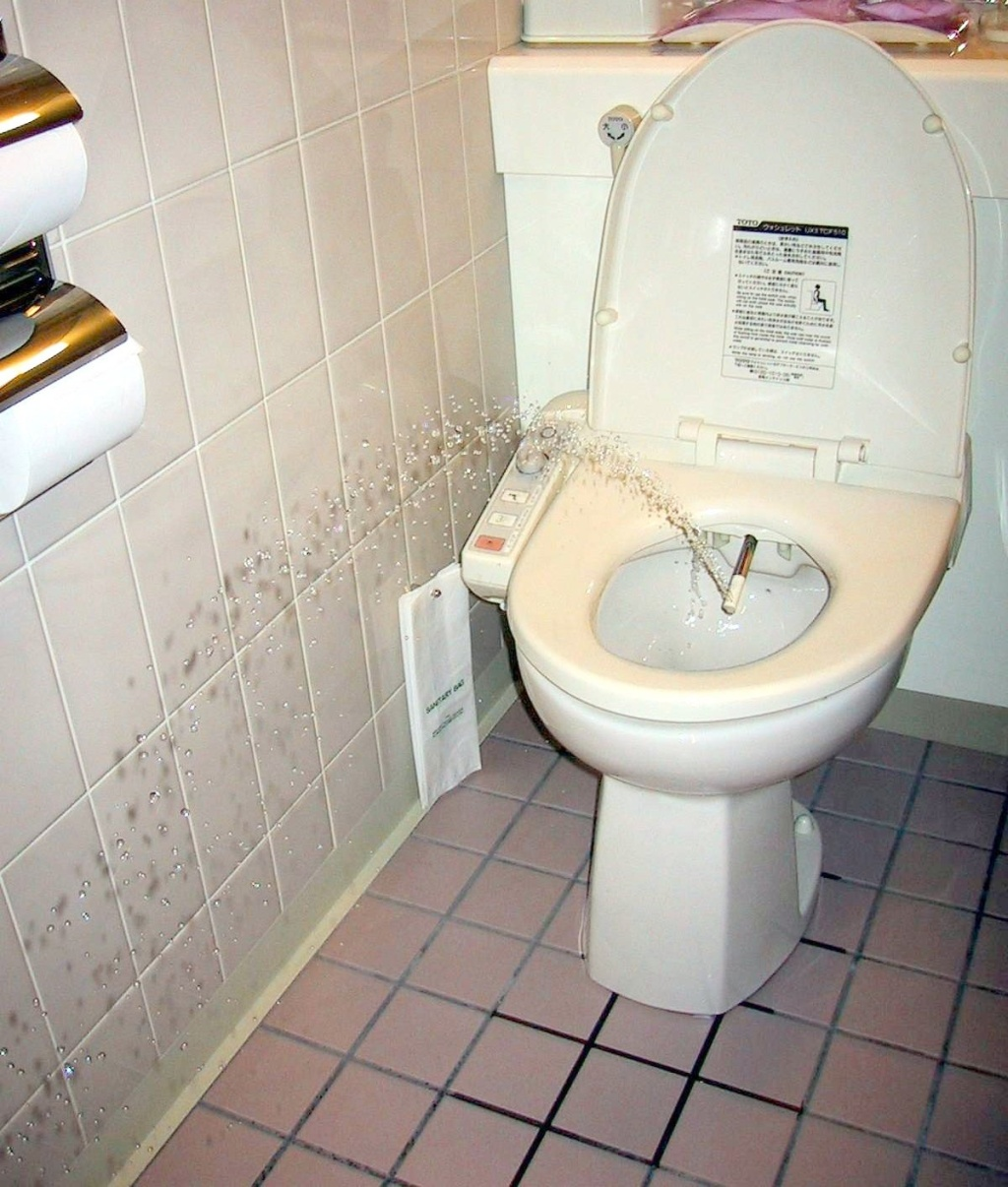
Un bidé instalado en un inodoro japonés. El chorro de agua templada: con temperatura y presión ajustables, para lavado masculino y femenino.

Existen tres tipos de inodoros en Japón. El más antiguo inodoro, similar a una placa turca, es escaso hoy en día. Tras la Segunda Guerra Mundial, los inodoros con cisterna de tipo occidental se hicieron comunes. Actualmente, los inodoros en Japón son más elaborados que los que se encuentran comúnmente en otras naciones desarrolladas. El estado actual de los inodoros de estilo occidental en Japón es el inodoro bidé, que, a partir de marzo de 2016, está instalado en el 81 % de los hogares japoneses, y son usados en hoteles y supermercados. En Japón, estos bidés se denominan comúnmente Washlets (ウォシュレット), producidos en especial por la marca TOTO, e incluyen muchas características avanzadas. El conjunto de características que se encuentran comúnmente en los washlets son la higiene anal, el lavado del bidé, el calentamiento de los asientos y la desodorización. Los baños japoneses son bien conocidos en la cultura popular y a menudo son parodiados en obras de comedia ambientadas en Japón.

## Historia

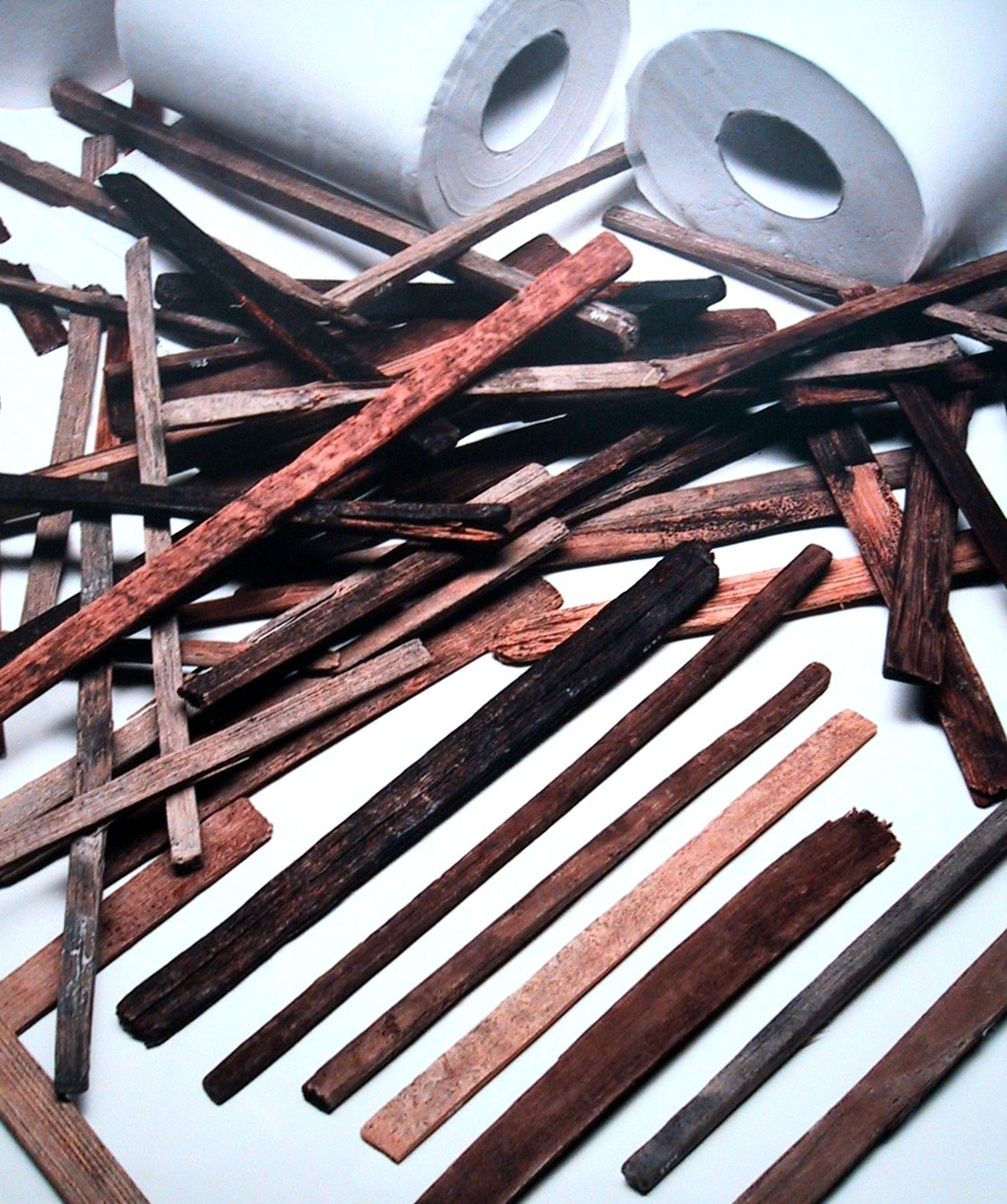
Tablillas de madera (Chūgi), tal como se utilizaban en el periodo Nara. Los rollos modernos al fondo están para comparar el tamaño.

Durante el período Jōmon (del 14 000 a. C. al 300 a. C.), los asentamientos se construyeron en forma de herradura, con una plaza central en el medio y montones de basura alrededor del asentamiento. En estos montones de basura, se encontraron restos fecales calcificados de seres humanos o perros, llamados coprolitos, lo que indica que estos basureros también se utilizaron como retretes. Los sistemas de drenaje más antiguos son del período Yayoi (entre el 300 a. C. y el 250 d. C.).
Esos sistemas se usaban en instalaciones más grandes, probablemente en conjunción con inodoros.
Durante el período Nara (710 a 784), se creó un sistema de alcantarillado en la capital Nara. Consistía en unas corrientes de agua de 10 a 15 cm (centímetros) de anchura donde el usuario se ponía en cuclillas con un pie a cada lado del flujo de agua. Se usaban palos de madera (Chūgi) a modo de papel higiénico.
Los inodoros más antiguos de Japón también datan de ese tiempo. Se construían sobre un hoyo en el suelo de forma similar a una letrina.
En los primeros tiempos se usaban algas para limpiarse, pero ya en el período Edo, se sustituyeron por papel higiénico hecho de washi (papel tradicional japonés). En las regiones montañosas se usaban también espátulas de madera y grandes hojas.
A menudo, los inodoros se construían sobre una corriente de agua. Sin embargo, históricamente las letrinas eran más habituales, dado que eran más fáciles de construir y se podían usar las heces como fertilizante, algo muy importante en un país donde el budismo y su vegetarianismo asociado hacían reducir la dependencia en el ganado para comer.
De hecho, los productos de desecho de la gente rica se vendían más caros debido a que su dieta era mejor. Esta práctica se hizo mucho menos común tras la Segunda Guerra Mundial, tanto por razones sanitarias como por la proliferación de abonos químicos, pero todavía se pueden encontrar tierras fertilizadas con heces humanas.

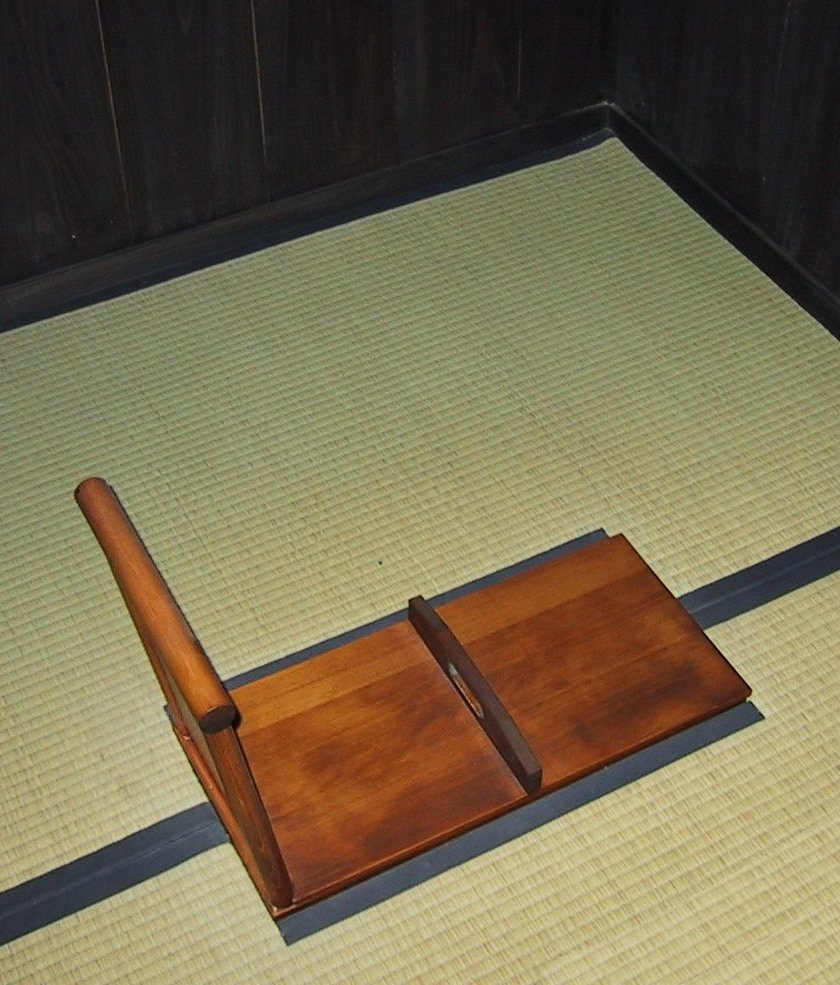
Placa turca de la era Meiji de una familia rica cerca de Nakatsugawa.

En la isla de Okinawa, el inodoro estaba a menudo unido a la pocilga, y a los cerdos se los alimentaba con los desechos humanos. Esta práctica cesó tras la Segunda Guerra Mundial.
Durante el período Azuchi-Momoyama (1568 a 1600), se construyó la Alcantarilla Taiko alrededor del Castillo de Osaka, y todavía existe y funciona.
El uso de sistemas modernos de alcantarillado comenzó en 1884, con la instalación de la primera alcantarilla de ladrillo y cerámica en Kanda (Tokio). Se instalaron más sistemas de fontanería y alcantarillado tras el Gran terremoto de Kantō para evitar epidemias tras futuros terremotos. Sin embargo, la construcción de alcantarillas solamente aumentó tras la Segunda Guerra Mundial para dar abasto con los productos de desecho de los crecientes centros de población.
En 2000, el 60 % de la población estaba conectada al sistema de alcantarillado. El Día Nacional del Alcantarillado es el 10 de septiembre.
Los inodoros y urinarios de estilo occidental comenzaron a aparecer en Japón a comienzos del siglo XX, pero su uso solamente se extendió tras la Segunda Guerra Mundial debido a la población norteamericana.
En 1977, la venta de inodoros occidentales excedió la de las tradicionales «placas turcas» japonesas.
Basándose en los inodoros suizos y estadounidenses con bidé incorporado, la mayor compañía del mundo de fabricación de aparatos sanitarios, TOTO, presentó el Washlet en 1980.
Las empresas japonesas producen actualmente algunos de los inodoros más avanzados y de más alta tecnología del mundo.

## Terminología
Los inodoros y las habitaciones que los contienen se conocen por varios nombres en japonés. El nombre más común es toire (トイレ?). Toire es una abreviación de toiretto (トイレット), que es una palabra incorporada de la palabra francesa toilette. Hoy en día, ambos términos se usan tanto para el inodoro como para la habitación en la que se encuentra.
Entre otras tantas palabras referidas a habitaciones u otras estructuras que contienen inodoros, quizás el más común sea otearai (お手洗い?) (literalmente, ‘lavarse las manos’). Hablando con rigor, otearai se refiere al lavabo y es un equivalente al eufemismo que se usa en países hispanohablantes.
También es habitual ver keshōshitsu (化粧室, literalmente ‘habitación del talco’), término traducido del inglés.
El inodoro en sí mismo se llama benki (便器?) (‘dispositivo de excrementos’). El asiento del inodoro se denomina benza (便座?) (‘asiento de los excrementos’). Un orinal o una trona se llama omaru (a veces se escribe 御虎子).
La Asociación Japonesa del Inodoro celebra un día no oficial del inodoro el 10 de noviembre, porque en Japón los números 11/10 (para el mes y el día) se pueden leer ii-to(ire), que también significa ‘buen inodoro’.

## Tipos de inodoros

### Inodoro tradicional tipo placa turca

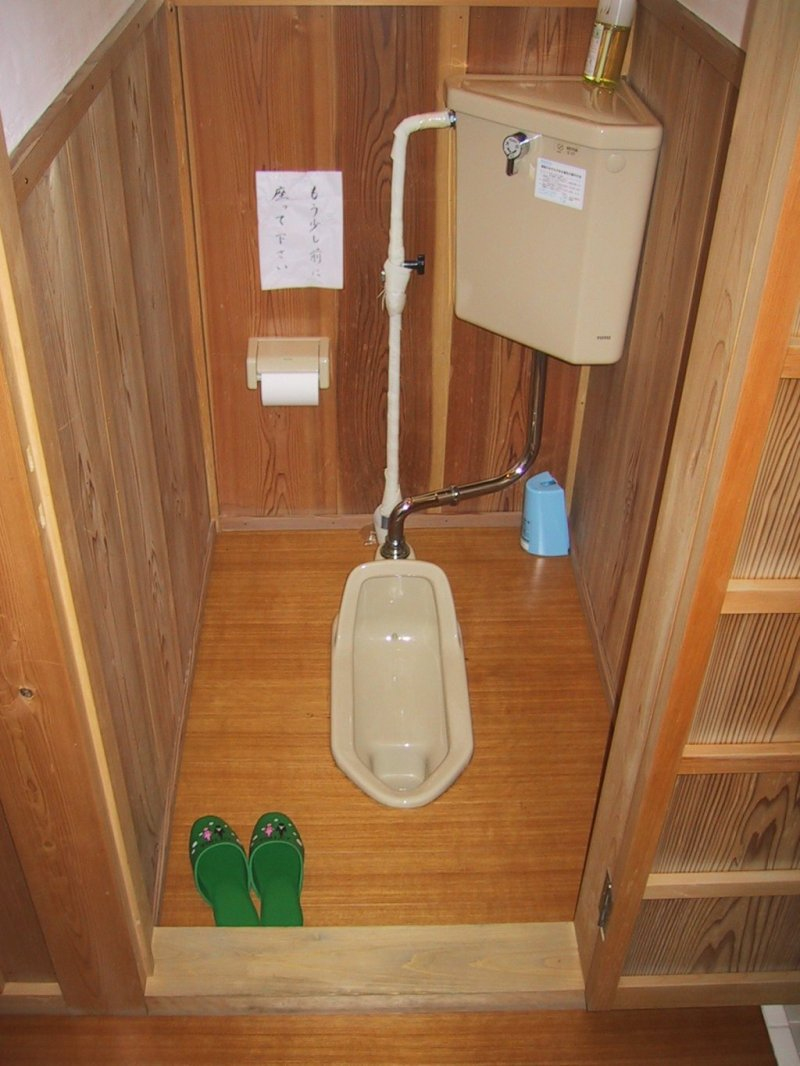
Un inodoro japonés contemporáneo tipo placa turca, incluyendo zapatillas de cuarto de baño. La señal escrita a mano a la izquierda de la tubería vertical dice: «Por favor agáchese un poco más cerca».

El inodoro tradicional de estilo japonés (和式, washiki) es una placa turca, también conocida como «inodoro asiático», ya que son comunes en toda Asia otros inodoros similares a éste. Este tipo de inodoros difiere de los occidentales tanto en construcción como en la forma de empleo.
El inodoro tradicional japonés parece básicamente un urinario puesto en horizontal sobre el suelo. La mayoría de ellos en Japón están hechos de porcelana, aunque en algunos casos (como en los trenes), también se hacen de acero inoxidable. En vez de sentarse, el usuario se agacha sobre el inodoro mirando hacia el cazo hemisférico, esto es, hacia la pared que está tras el inodoro en la imagen de la derecha. Una especie de canalón recoge los residuos, en lugar de la taza llena de agua que se emplea en los inodoros occidentales.
El resto de los aparatos, tales como la cisterna y las tuberías, pueden ser idénticos a los del inodoro occidental.

Tirar de la cadena hace que el agua empuje los residuos desde el canalón hacia un desagüe que desemboca en el sistema de alcantarillado. La cisterna a menudo se maneja de la misma forma que en los inodoros occidentales, pero algunos tienen en su lugar manillas para tirar o pedales en el suelo.

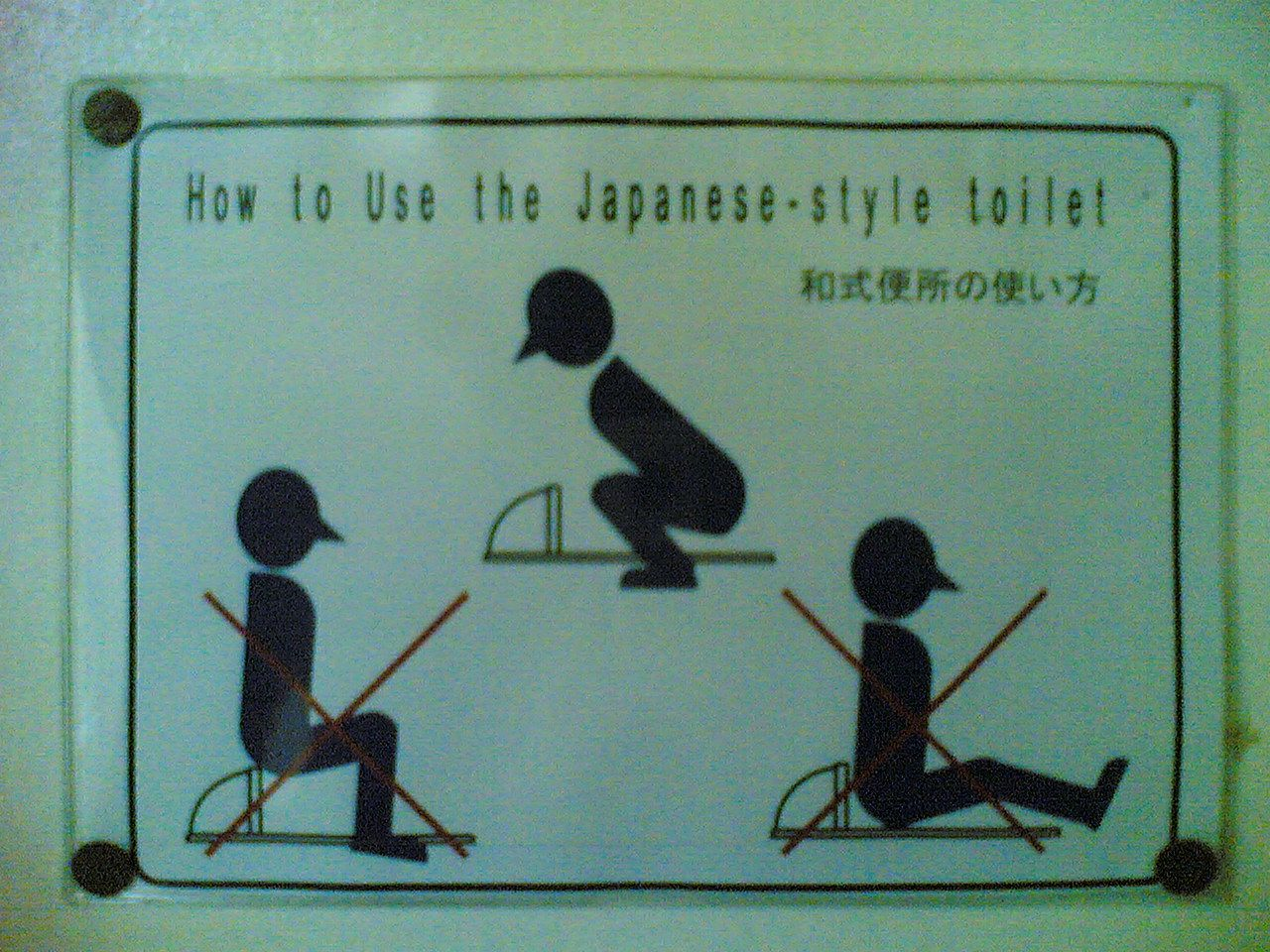
Cómo usar el inodoro japonés. Cartel en un ayuntamiento. Algunos extranjeros no saben cómo usar el baño japonés en cuclillas. Este estilo se usa solo para la micción y defecación de las mujeres, y para la defecación de los hombres.

Muchos inodoros japoneses tienen dos formas de tirar de la cadena: grande y pequeño. La diferencia estriba en la cantidad de agua usada. La primera forma se usa para las heces (literalmente, ‘gran excreción’) y la segunda se usa para la orina (en japonés, literalmente ‘pequeña excreción’). Algunas personas mantienen pulsada la manilla en el modo pequeño para disponer de un ruido continuo, como se comenta más abajo.
Hay dos variaciones comunes: una en la que el inodoro está al mismo nivel que el suelo, y otra en la que se encuentra elevado en una plataforma a unos 30 cm (centímetros) de altura. La segunda es más sencilla de usar para los hombres cuando orinan de pie, aunque ambos tipos pueden usarse con este objetivo.
Tampoco hay ninguna diferencia al defecar o al orinar en cuclillas. El usuario se sitúa sobre el inodoro mirando hacia el cazo y se baja los pantalones (o alza su falda) y ropa interior hasta las rodillas. Entonces se acuclilla sobre el canalón, tan cerca del frente como pueda, ya que el excremento tiende a caer en el borde posterior del receptáculo si el usuario se agacha demasiado atrás; por esta razón muchos inodoros públicos tienen carteles de «por favor, acérquese un poco más». Es importante mantener el equilibrio durante la defecación.
Los extranjeros a menudo se agarran de la tubería que hay al frente, que a razón de ello ha recibido el apodo de «barra de los gruñidos», a causa de los sonidos que se emiten mientras se toma de la susodicha barra. Si la fontanería está oculta o no es suficientemente robusta, a veces hay instalada una asa específicamente para que el usuario mantenga su equilibrio, tanto al usar el inodoro como al levantarse tras el uso.
Otra estrategia usada frecuentemente por los extranjeros para evitar cualquier posible accidente embarazoso es desnudarse completamente de cintura para abajo y colgar su ropa antes de adoptar la posición.
Una ventaja de este tipo de baño es que son fáciles de limpiar. Son más baratos de fabricar y consumen menos agua cada vez que se vacía la cisterna. Además, gracias a que no hay contacto directo con el asiento, son más higiénicos. El canalón sin agua también sirve para reducir el riesgo de salpicaduras durante la defecación. Sin embargo, puesto que los excrementos están expuestos al aire hasta que se vacía la cisterna, suelen producir olores mucho más intensos que si estuvieran sumergidos en el agua como en los retretes occidentales, un efecto que es a menudo apreciable dentro y cerca de cualquier aseo japonés.
También se le atribuyen varios beneficios a la salud a los inodoros tipo placa turca. Se dice que fortalecen los músculos de la pelvis en las mujeres, reduciendo la probabilidad de incontinencia urinaria. También se dice que refuerzan las caderas, que mejoran tanto la respiración como la concentración y que la postura favorece que se elimine más materia fecal del colon. Adoptar y mantener la postura en cuclillas regularmente puede también ayudar a mejorar la flexibilidad de las rodillas. De todas maneras, no hay ningún estudio médico que confirme estas afirmaciones, aunque parezca una obviedad siendo que los baños para usar sentado solamente comenzaron a ser comunes a mediados del siglo XIX en occidente.
La fabricante japonesa de mobiliario de baño TOTO produce retretes tipo tradicional con un bidé incorporado para limpiar el ano. De momento, no hay disponible una limpieza frontal.

### Inodoros tipo occidental

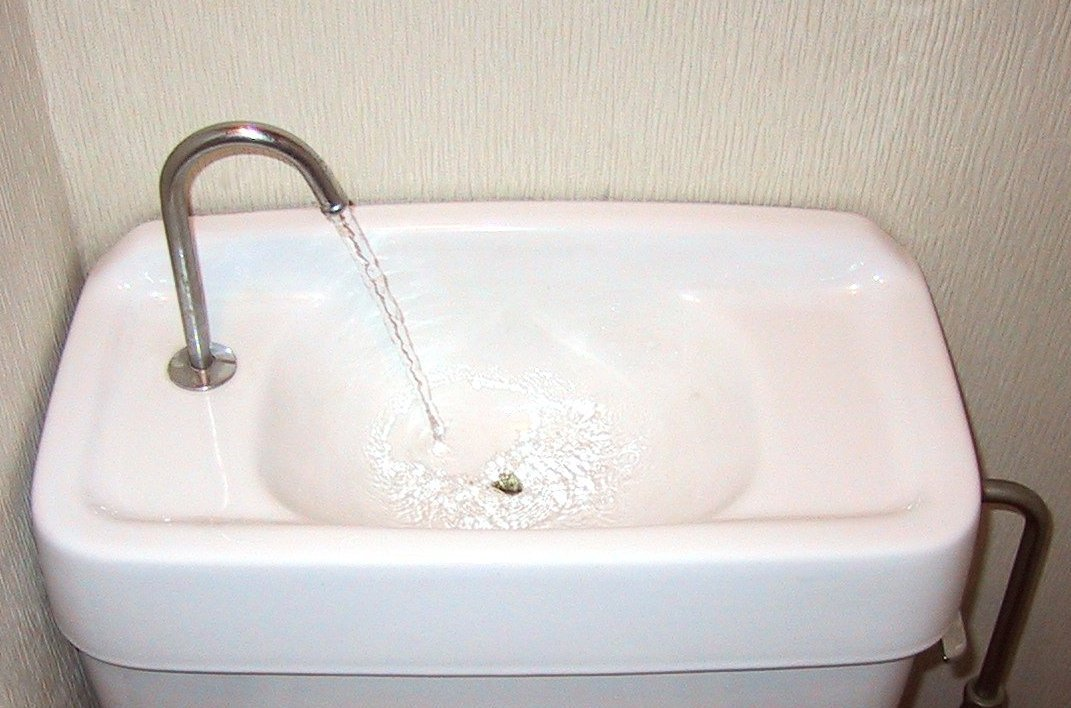
Un pequeño lavabo sobre la cisterna de este inodoro tipo occidental permite que los usuarios ahorren agua lavándose las manos con el agua que se usará la próxima vez que se tire de la cadena. Nótese que esta agua no es para beber.

El inodoro estándar que se usa en todo el mundo se denomina inodoro «tipo occidental» (洋式) en Japón.
Estos inodoros, junto con los inodoros de alta tecnología, son más comunes en las casas japonesas que los inodoros tradicionales, aunque algunos apartamentos antiguos conservan pegatinas en el aseo explicando la forma correcta de usar los inodoros occidentales para orinar y defecar.
Aunque la mayoría de lugares públicos, tales como escuelas, templos y estaciones de tren a menudo están equipados solamente con retretes tradicionales, en sus propios hogares, los japoneses prefieren poder sentarse, especialmente personas ancianas para quienes ponerse en cuclillas supone un esfuerzo o es incómodo.

### Bidés japoneses de alta tecnología

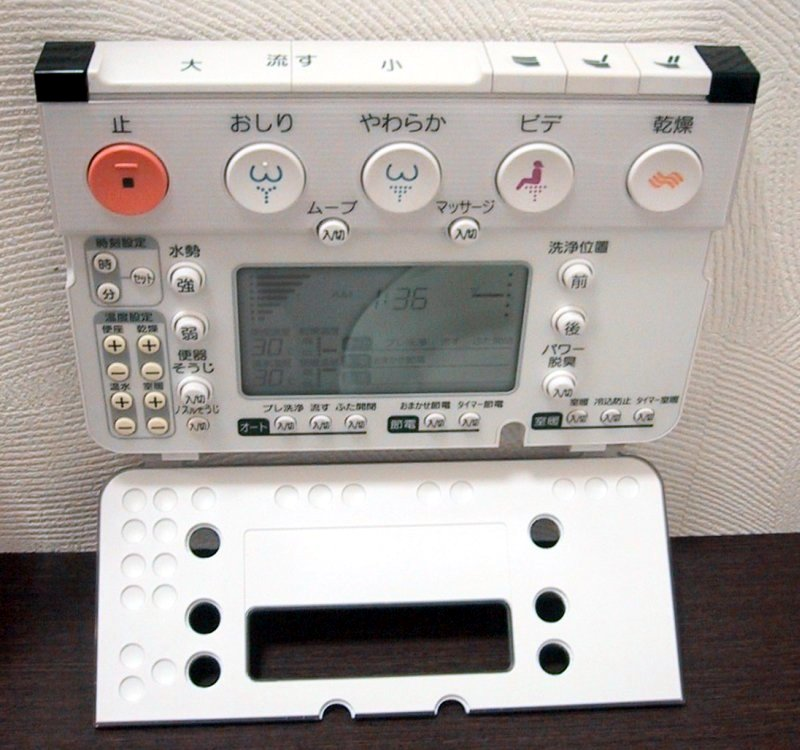
Un panel de control inalámbrico con 38 botones para un inodoro de alta tecnología.

El inodoro moderno japonés, a menudo conocido en su idioma como washlet (ウォシュレット) o como «inodoro que limpia con agua templada» (温水洗浄便座: onsui senjō benza) es el tipo de inodoro más avanzado del mundo, porque ofrece una cantidad asombrosa de funcionalidades.
El producto de TOTO llamado Washlet Zoe está listado en el Libro Guinness de los récords como el inodoro más sofisticado (tiene siete funciones). Sin embargo, puesto que ese modelo se presentó en 1997, probablemente sea inferior al último producto del mismo fabricante, el Neorest. La idea del washlet provino del exterior, y el primer inodoro con bidé integrado se produjo fuera de Japón en 1964. La era de los inodoros de alta tecnología comenzó en Japón en 1980 con la introducción de la Washlet G Series por TOTO, y desde 2002, casi la mitad de los hogares japoneses disponen de ese tipo de inodoro, excediendo a la cantidad de hogares con un ordenador personal. Aunque el inodoro parece uno occidental a primera vista, tiene una serie de funciones adicionales, tales como secador, calentador de asiento, opciones de masaje, controles de ajuste del chorro de agua, apertura automatizada de la tapa, activación de la cisterna tras el uso, paneles de control inalámbricos, calefacción y aire acondicionado para la habitación, etc. Las funciones son accesibles a través de un panel de control que o bien está a un lado de la taza o en una pared próxima, a menudo trasmitiendo las órdenes de forma inalámbrica.
La función más básica es el bidé integrado, una boquilla del tamaño de un lápiz que sale de la parte de abajo del asiento del inodoro y lanza un chorro de agua. Tiene dos posiciones, una para el ano y otra para la vulva. La primera se denomina ‘limpieza posterior’, ‘uso general’ o ‘limpieza familiar’, y la segunda se conoce como ‘limpieza femenina’ o ‘lavado femenino’. En ningún momento la boquilla entra en contacto con el cuerpo del usuario. La boquilla también es autolimpiable y se limpia a sí misma antes y después de cada operación. El usuario puede elegir limpiar su vulva o su ano presionando el botón correspondiente en el panel de control. Habitualmente, se usa la misma boquilla para ambas operaciones, pero en una posición distinta de la misma, y usando aberturas diferentes para expulsar el chorro de agua en ángulos distintos para apuntar al lugar correcto. Ocasionalmente, se emplean dos boquillas distintas, cada una dedicada a un área. Los modelos modernos tienen la lógica de control unida a un sensor de presión en el asiento del inodoro, y opera solamente cuando detecta que el asiento está ocupado. Los primeros modelos no disponían de este mecanismo de seguridad, por lo que los usuarios curiosos que pulsaban los botones mientras miraban el inodoro recibían un chorro de agua tibia en la cara.
La mayoría de los inodoros de alta tecnología también permiten elegir la presión del agua para ajustarla a las preferencias del usuario. Por defecto, la vulva recibe menos presión que el ano. Habitualmente, también se puede escoger la temperatura del agua. Investigadores en Japón han descubierto que la mayoría de los clientes prefieren una temperatura del agua ligeramente superior a la temperatura corporal, y 38 °C (grados Celsius) se considera la mejor. La posición exacta de la boquilla también suele poder ajustarse adelante o atrás manualmente.
Los washlets de alta gama también permiten seleccionar un chorro pulsante. Los fabricantes afirman que esto ayuda en casos de hemorroides y estreñimiento, y el doctor Hiroshi Ojima afirma que estos inodoros son populares a causa del escaso consumo de fibra y del gran índice de estreñimiento que hay en Japón. Los washlets más avanzados pueden incluso mezclar el agua tibia con jabón para mejorar el proceso de limpieza.
El washlet puede reemplazar al papel higiénico completamente, pero muchos usuarios optan por mejorar la higiene en combinación con la acción mecánica del papel. Esto también depende de la región limpiada, y la limpieza de la vulva puede no requerir del uso del papel. Además, esto podría ser de gran ayuda para quienes no pueden usar papel sanitario, caso de personas que sufren de fisuras anales o hemorroides. 
Otra función que se encuentra comúnmente es el secador, a menudo ajustable entre 40 y 60 °C para secar las regiones que han sido mojadas tras el uso del bidé integrado.
Otras, son: el calentador del asiento, que se puede ajustar entre 30 y 40 °C; una tapa automatizada con detector de proximidad, que se abre y cierra conforme a la posición del usuario; vaciado automático de la cisterna; desodorización automática del aire; y superficie resistente a gérmenes.
Algunos modelos especialmente diseñados para los ancianos incluyen reposabrazos para ayudar al usuario a levantarse tras el uso.
Una función de «cerrado suave» reduce la velocidad de descenso de la tapa del inodoro cuando se cierra para evitar que haga ruido, o en algunos modelos la tapa se baja automáticamente un tiempo después de haber sido usado.
La introducción más reciente es el sistema de desodorización por ozono, que es capaz de eliminar rápidamente el olor de los desechos.
También, los últimos modelos almacenan los horarios de uso y tienen un sistema de ahorro de energía que solamente mantiene caliente el asiento en los periodos en los que el sistema predice que se va a usar, basándose en los usos anteriores.
Algunos brillan en la oscuridad o incluso disponen de aire acondicionado para los días cálidos de verano.
Otra innovación reciente son los sensores inteligentes que detectan si alguien está frente al inodoro mirando hacia él, en cuyo caso levantan la tapa y el asiento, o, si la persona está de espaldas, solamente levantan la tapa.
Recientemente, los investigadores han incorporado sensores médicos que pueden medir el azúcar en sangre basándose en la orina, y también el pulso, la presión sanguínea y el contenido de grasa en el cuerpo del usuario. Se están investigando otras aplicaciones. Estos datos podrían enviarse automáticamente al médico a través de un teléfono celular con acceso a Internet. Sin embargo, estos dispositivos son todavía muy escasos en Japón, y su futuro éxito comercial es difícil de predecir.
Está en desarrollo uno operado por voz que comprende órdenes verbales.
TOTO, Nais, y otras compañías también fabrican «washlets de viaje» portátiles que funcionan con baterías, que deben rellenarse con agua templada antes de usarse.
La función de calentamiento del asiento es muy común, y se encuentra disponible, incluso, en inodoros sin bidé incorporado. A menudo se emplea como ejemplo de tecnología innecesaria, pero en una casa sin calefacción central, el inodoro puede estar a solo unos pocos grados sobre cero en invierno, y un asiento precalentado puede no parecer tan frívolo.

## Urinarios para hombre y mujer
Los urinarios en Japón son muy similares a los urinarios del resto del mundo, y son principalmente usados para baños masculinos públicos o para muchos usuarios.
Antes y durante la Era Meiji, los urinarios eran usados por hombres y mujeres. Tradicionalmente, un kimono se lleva sin ropa interior, y las mujeres simplemente alzaban su kimono, y con un empujón hacia arriba de su vulva, eran capaces de dirigir la orina al urinario. Esta práctica desapareció en el siglo XX, después de que la mayoría de las mujeres comenzaron a vestir ropa occidental. Hoy en día, incluso el kimono se viste casi siempre con ropa interior.
El urinario femenino vivió una pequeña restauración entre 1951 y 1968, cuando TOTO los producía. Este dispositivo de forma cónica se situaba en el suelo. Sin embargo, nunca se hicieron realmente populares, y solamente quedan algunos, como por ejemplo bajo el Estadio Nacional de Japón de las Olimpiadas de 1964 en Tokio.

## Accesorios específicos de Japón
Los sanitarios en Japón tienen accesorios muy similares a los del resto del mundo, incluyendo papel higiénico, escobilla, sifón, etc. Sin embargo, hay algunos accesorios que raramente se encuentran fuera de Japón.

### Dispositivo Otohime

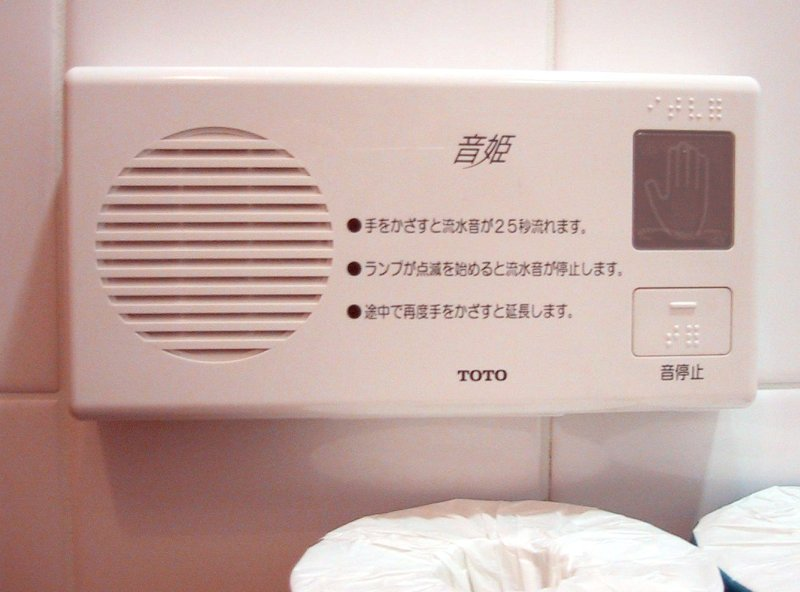
Una otohime en un baño femenino.

Muchas mujeres japonesas se sienten avergonzadas ante el pensamiento de que alguien pueda oírlas mientras están ocupadas en el retrete. Y para cubrir el sonido de las funciones corporales, han adoptado la costumbre de vaciar continuamente la cisterna mientras usaban el retrete, desperdiciando gran cantidad de agua en el proceso.
Como las campañas de educación no frenaron esta práctica, en los años 1980 se presentó un dispositivo que, al activarse, produce el sonido del agua al caer sin necesidad de gastarla realmente. Un nombre comercial común es el de Otohime (音姫, por Otohime, la bella hija del rey del mar Ryūjin. El nombre de la diosa se escribe de forma distinta, 乙姫, y significa ‘princesa más joven’).
Este dispositivo se instala frecuentemente en los baños femeninos de reciente construcción, y muchos baños antiguos también han sido actualizados. Puede ser o bien un dispositivo separado que funciona con pilas instalado en la pared junto al inodoro, o estar incluido en el washlet. Se activa pulsando un botón o moviendo la mano frente a un sensor. Al activarse, se produce un fuerte sonido similar al de vaciar una cisterna. El sonido para al cabo de un tiempo predeterminado o se puede parar con una nueva pulsación del botón. Se estima que ahorra unos 20 L (litros) de agua por uso.
Sin embargo, algunas mujeres piensan que el otohime tiene un sonido artificial y prefieren seguir vaciando la cisterna. De momento, parece que no hay demanda de estos dispositivos en los baños masculinos, por lo que raramente están instalados en ellos.

### Zapatillas de cuarto de baño

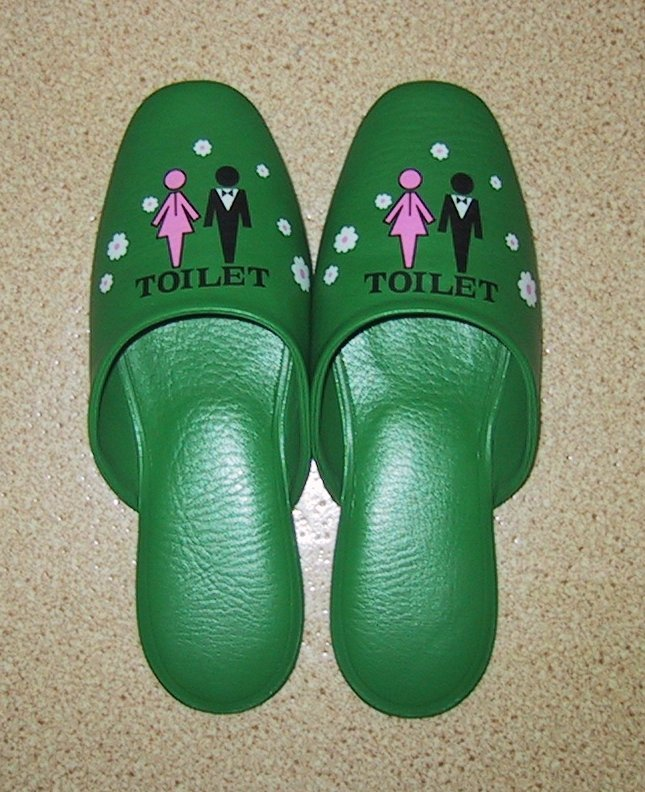
Un par de zapatillas de baño.

En la vida japonesa, hay cierta tendencia a separar las áreas entre limpias y no limpias, y el contacto entre dichas áreas se minimiza. Por ejemplo, el interior de la casa se considera limpio, mientras el exterior no lo está. Para mantener ambas áreas separadas, los japoneses se descalzan al entrar en sus casas para que los zapatos no toquen el área limpia dentro de la casa.
Históricamente, los baños se hallaban fuera de la casa, y para ir a ellos se llevaban los zapatos puestos.
Hoy en día, suelen estar dentro, y las condiciones higiénicas han mejorado mucho, pero todavía se considera como un área no limpia. Para minimizar el contacto entre el suelo no limpio con el limpio del resto de la casa, muchos hogares tienen zapatillas de cuarto de baño frente a la puerta del mismo. Éstas deben ponerse cuando uno entra y deben quitarse cuando se sale. En ningún caso se debe caminar por la casa con las zapatillas de cuarto de baño.

## Baños públicos
Los aseos públicos son fáciles de encontrar en Japón. Los hay en grandes almacenes, supermercados, librerías, tiendas de CD, parques, casi todas las tiendas 24 h (horas) y en casi todas las estaciones de ferrocarril. A partir de los años 1990, ha habido un movimiento para lograr que los aseos públicos sean más limpios y más hospitalarios de lo que eran previamente.
Muchos aseos públicos hoy día tienen ambos tipos de inodoros, aunque tantos otros no los tienen. Muchas estaciones de tren en el área de Tokio y escuelas públicas por todo Japón, por ejemplo, solamente disponen de retretes tradicionales. Además, trenes, parques, templos y restaurantes tradicionales japoneses típicamente solamente tienen este tipo de retretes. Los usuarios que no estén acostumbrados a ellos pueden o bien buscar los cuartos indicados con los kanji 洋式 (yōshiki), las palabras inglesas western-style, un símbolo para el tipo de aseo, o cualquier combinación de los anteriores. Alternativamente, el usuario puede buscar un retrete para discapacitados (si es que hay alguno).
No siempre hay disponible papel higiénico. A menudo se proporcionan gratuitamente paquetes de pañuelos de papel a los viandantes como reclamo publicitario. A veces hay máquinas expendedoras de papel higiénico que funcionan con monedas en el exterior de los aseos.
Muchos aseos públicos tampoco disponen de jabón para lavarse las manos, o de toallas para secarse. Mucha gente por ello lleva un pañuelo consigo para esas ocasiones, y algunos hasta llevan jabón. Algunos aseos públicos tienen secadores de mano con aire caliente para reducir el desperdicio de papel. Algunas personas simplemente no se lavan las manos, pero eso se considera una falta de cortesía grave, al igual que en otras culturas.
Los aseos japoneses pueden ser bastante sucios o más bien pulcros, dependiendo de la situación. Si uno quiere encontrar un aseo limpio con todos los entretenimientos, es una buena idea probar en unos grandes almacenes caros tal como Isetan o Seiyu. Estos aseos suelen estar bien iluminados, ser espaciosos, equipados con dispensadores de jabón, bayetas anti-bacterianas, cubiertas de papel para los asientos de los inodoros y secadores de manos. Se limpian rutinariamente varias veces al día. Algunos hasta tienen washlets instalados.
Las librerías grandes a menudo ofrecen aseos limpios y tienden a tener menos tráfico y estar mejor mantenidos que otros aseos públicos.
En el otro extremo del espectro de limpieza, se encuentran los aseos de las estaciones de trenes y parques públicos. En años recientes, en muchos aseos públicos mal mantenidos se han encontrado cámaras para pornografía voyeur.

## Aspectos culturales
En Japón, ser limpio es un factor muy importante, ya algunas palabras japonesas que indican limpieza también se puede usar para describir belleza. La palabra kirei (奇麗, きれい) se puede definir como ‘bonito, hermoso; limpio; puro; ordenado.’ Esto puede explicar tanto el éxito continuado de los retretes tipo placa turca, que carecen de contacto directo con sus superficies, y también el éxito de los inodoros de alta tecnología con bidé incorporado.
Ocasionalmente, incluso los aseos occidentales se usan en cuclillas.
También hay un gran mercado para desodorantes y refrescadores de aire que añaden un aroma agradable al área, hasta el punto de que una compañía comercializa una píldora que, consumida junto a la comida, hace que supuestamente las heces carezcan de olor.
En las condiciones de hacinamiento en las que a menudo se vive en las ciudades japonesas, y la falta de habitaciones que se puedan cerrar con llave (como es habitual en las casas tradicionales japonesas), el aseo es una de las pocas habitaciones que ofrecen privacidad.
Algunos cuartos de baño tienen una estantería para libros, en otras la gente entra con un periódico, y algunas incluso están llenas de pósteres. Incluso con esto, estos aseos están, siempre que es posible, en habitaciones separadas de las que se usan para bañarse. Esto se debe a la ética de separar las áreas limpias de las sucias, y este hecho es un factor que se considera al alquilar una propiedad.
Tanto el retrete tradicional como el de alta tecnología pueden resultar una fuente de confusión para los extranjeros que no están acostumbrados a estos dispositivos. Muchos aseos japoneses disponen ahora de un breve manual escrito en inglés junto al panel de control o tienen botones escritos en inglés para reducir el choque cultural. Incluso japoneses no habituados a estos dispositivos se han encontrado en la misma situación bochornosa.

## Economía

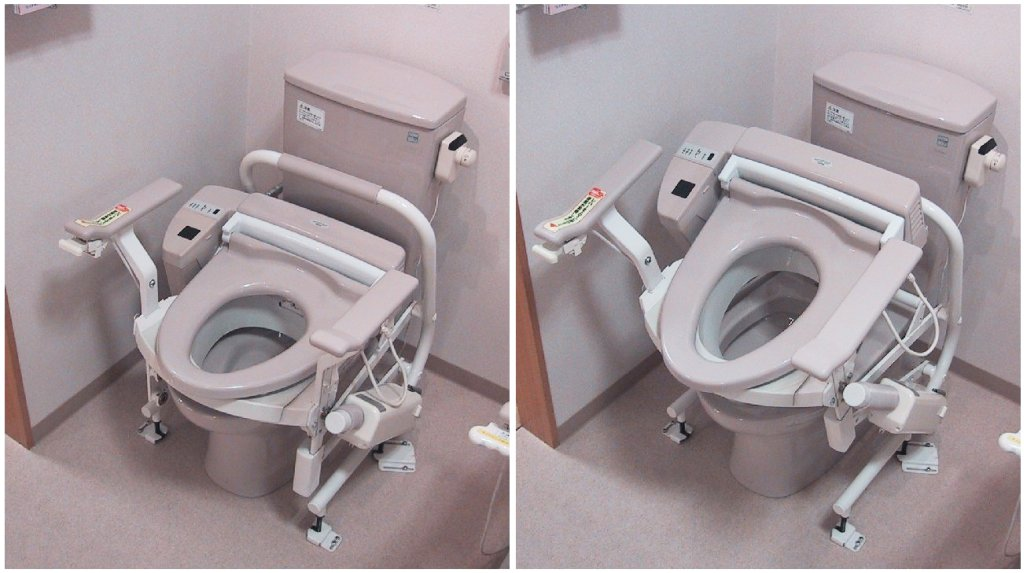
Asiento de inodoro elevado eléctricamente para ancianos.

TOTO es el mayor productor de aseos del mundo, incluyendo washlets. Los washlets y otros productos relacionados, también los fabrican Inax, NAIS, y Panasonic.
El mercado mundial de inodoros de alta tecnología fue de 800 millones de dólares estadounidenses en 1997. El mayor productor es TOTO, con el 50 % del mercado, mientras que el segundo es Inax, con el 25 %.
El principal mercado de los washlets sigue siendo Japón, y TOTO ha informado que las ventas en el exterior suponen solamente el 5 % de sus beneficios.
El principal mercado extranjero es China, donde vende más de un millón de unidades anuales.
En Estados Unidos, por ejemplo, las ventas están muy por debajo de los niveles japoneses, aunque las ventas han mejorado de 600 unidades mensuales en 2001 hasta las 1000 en 2003.
En Europa, TOTO solamente vende 5000 unidades al año. Mientras la mayoría de los europeos probablemente considerarían los washlets como una curiosidad, las ventas en Europa están al alza. Ello se debe, principalmente, a los retretes especiales para personas con discapacidad. Dependiendo del tipo de problema, las personas minusválidas pueden tener dificultad en limpiarse a sí mismas tras el uso del retrete. De ahí la introducción de los que tienen un chorro limpiador y secador que les evita la molestia de solicitar a otra persona que les ayude en un procedimiento que pueden considerar inherentemente privado.
Hay varias razones para las ventas fuera de Japón. Una razón principal es que a los usuarios les lleva algún tiempo hacerse a la idea del washlet. Las ventas en Japón también eran lentas cuando se presentó el producto inicialmente en 1980, pero tras cierta aclimatación, mejoraron significativamente a partir de 1985. Alrededor de 1990, el 10 % de los hogares japoneses tenían un washlet, y este número subió hasta el 50 % en 2002. TOTO espera una correspondiente subida en las ventas en el extranjero en los próximos años. Otra razón es la falta de una fuente de electricidad cerca del aseo. Mientras prácticamente todos los cuartos de baño japoneses tienen un enchufe tras el inodoro, muchos aseos extranjeros no tienen ninguno cerca.
Finalmente, en Europa, existe la competencia con el bidé tradicional occidental; por otra parte, los estadounidenses no están acostumbrados a ningún tipo de bidé.